# ハーバート・フリードマン
ハーバート・フリードマン（Herbert Friedman, 1916年6月21日 - 2000年9月9日）はアメリカ合衆国の物理学者である。天体からのX線の観測を行い、X線天文学のパイオニアとなった。1987年のウルフ賞を受賞している。
ニューヨークに生まれた。ジョンズ・ホプキンス大学で学んだあと海軍技術研究所に入り、X線・ガンマ線の検出装置の開発や蛍光X線分析装置の開発を行った。1949年にはソビエト連邦の最初の核実験による放射能を検出した。1950年頃までに研究の中心を宇宙からのX線に関する研究に移し、1949年、地球の厚い大気で吸収されるX線を検出するためにロケットに検出器を搭載して、太陽から放出されるX線を検出した。太陽からのX線の研究の後、それ以外の天体からのX線の研究を行い、1964年にかに星雲からのX線の観測などを行った。

## 受賞歴
- 1968年：エディントン・メダル（英国王立天文学会）
- 1968年：アメリカ国家科学賞
- 1981年：ウィリアム・ボウイ・メダル（アメリカ地球物理学連合）
- 1983年：ヘンリー・ノリス・ラッセル講師職（米国天文学会）
- 1987年：ウルフ賞物理学部門